# Manuel Seminario Saenz de Tejada
Manuel Seminario Saenz de Tejada (París, 4 de mayo de 1884-Guayaquil, 15 de enero de 1966) sus amigos y conocidos le decían "Don Meme" y fue un dirigente deportivo ecuatoriano, reconocido por ser el promotor de la actividad deportiva en Guayaquil fundador de la primera entidad multideportiva del Ecuador Liga Deportiva de Guayaquil fundada el 6 de mayo de 1911 siendo esta la antecesora de la Federación Deportiva del Guayas que se fundaría el 25 de julio de 1922 impulsor de la resurrección de clubes antiguos como el Club Sport Guayaquil de 1899, fundador de nuevas entidades deportivas, gestor del primer torneo federativo interclubes de Fútbol que se disputó en Ecuador, iniciador de los primeros encuentros Interprovinciales, promotor de la fusión entre la Liga de La Concordia (Asociación de Clubes que no pertenecían a la FDG) y la Liga del Puerto Duarte  y primer ecuatoriano en ocupar una dignidad internacional como la de ser consejero de la FIFA.

## Vida
Nació en la legación de Ecuador en París , su padre fue el ecuatoriano José Ezequiel Seminario -aparece como vicecónsul a la época en que fue publicado el Ecuador en Chicago, año de 1892- que en ese momento ejercía el cargo de embajador y ministro plenipotenciario, y de madre guatemalteca. Se educó en colegios exclusivos de Francia, Alemania e Inglaterra en una época de gran auge deportivo. Se destacó como futbolista, jugador de Hockey sobre césped y atleta, rama deportiva donde se consagró campeón de los 100 metros planos del condado de Kent en Londres.
En 1903 se fundó la entidad de mayor trascendencia social de Guayaquil la Asociación de Empleados gestada por Virgilio Drouet, hombre que también tenía inquietudes deportivas pues era fomentador y practicante de la pelota vasca y el críquet. 
En 1906 Drouet propuso a sus con-socios para crear el Centro Deportivo Asociación de Empleados. Manuel Seminario que había llegado a Guayaquil en 1907 y con tan solo 23 años estaba decidido a fomentar el fútbol, buscó a una entidad deportiva a la cual afiliarse encontrándose que sólo sobrevivía a medias el Club Sport Guayaquil en el que militaban sus amigos Juan Alfredo y Roberto Wright famosos Guayaquileños quienes trajeron del primer balón de fútbol al Ecuador. Sus amigos, los hermanos Wright lo vincularon a la Asociación de Empleados, entidad gremial que hacía actividad deportiva como la esgrima, el tiro, el levantamiento de pesas y el atletismo. Manuel Seminario se reúne con Drouet que ejercía como vicepresidente, quien estaba empeñado en popularizar el críquet y Rafael Piedrahíta presidente de la Asociación creando así el Association Foot Ball Club representante oficial de la entidad gremial, aunque en los años posteriores se lo identificó con las siglas ADE de la Asociación de Empleados.
Manuel Seminario era consciente de que para promover el fútbol debía impulsar otros equipos y convenció al Club Sport Guayaquil para reiniciar sus actividades, al Igual que al Club Sport Ecuador. Convenció a los jóvenes que formaban dos pequeños clubes , el 24 de Mayo y el Abdón Calderón para que se fusionaran y fundaran el Club Sport Unión que llegó a ser una de los más famosas oncenas de las primeras décadas del siglo XX. A instancias suyas, los estudiantes vicentinos  se agrupaban en el recién fundado Club Sport Vicente Rocafuerte. Creó el Club Universitario, integrado por estudiantes de Medicina y Derecho aficionados al fútbol de la Universidad de Guayaquil, siendo esta la primera institución deportiva que nacía en el seno de una entidad universitaria y que en años posteriores se replicaría en todo el Ecuador. También logró que la Armada Nacional patrocinara la fundación del equipo Libertador Bolívar formado por artilleros del cazatorpedero del mismo nombre.
El 8 de agosto de 1908 había conseguido que el Municipio de Guayaquil habilitara canchas de futbol en la plaza del Progreso (hoy parque Chile), La Atarazana, el antiguo hipódromo, la plaza Victoria y el Jockey Club.
El 19 del mismo mes el directorio del ADE dictaminó que el primer equipo de fútbol debute el domingo 23, a las 8 de la mañana en la plaza del Progreso (parque Chile) frente al equipo del Libertador Bolívar. Aquel día Manuel Seminario hizo de jugador y entrenador en ADE donde ganaron por el marcador de 2 a 1. Luego del partido el directorio de ADE se reunió y acordó elegir un terreno amplio y adecuado previo apoyo de la Municipalidad de Guayaquil el establecimiento de un Campo Deportivo Público, el sitio escogido fue el antiguo Hipódromo.

### Primer Torneo de Fútbol
En Guayaquil funcionaba desde 1906 el llamado Comité 18 de Septiembre institución que se dedicaba a solemnizar la fecha de independencia de Chile en la ciudad. El 17 de septiembre de 1908 dicho comité había donado una copa para celebrar las fiestas de dicho país. Los equipos que iban a participar eran ADE, C.S Unión, Libertador Bolívar y Club Sport Guayaquil. En la plaza Abdon Calderón (plaza Victoria) se celebraron los encuentros en la mañana del 18 de septiembre. El Libertador Bolívar ganó 1 a 0 al ADE mientras que el Unión fue derrotado por el Guayaquil con el mismo marcador. En la tarde se jugó la final entre Guayaquil y Libertador siendo vencedor el primero por un marcador de 2 a 0.

### Primer Torneo de carácter oficial
El 28 de septiembre de 1908 se hizo público que la Municipalidad de Guayaquil había acordado auspiciar el primer torneo de fútbol con carácter oficial encomendando la organización de dicho torneo a la Asociación de Empleados. El torneo sería ganado por el Club Sport Guayaquil equipo que integró Manuel Seminario venciendo 2 a 0 al C.S Ecuador en la cancha del Jockey Club. En los meses restantes de 1908 la actividad deportiva no decayó. La semilla sembrada por Manuel Seminario siguió dando sus frutos.

### Campeonato de Guayaquil de 1909
El entusiasmo que había provocado el primer torneo hizo que en 1909 se inscribieran más equipos para disputar el campeonato, certamen que era organizado por Manuel Seminario con la colaboración del Centro Deportivo Asociación de Empleados. Los elencos que participaron son Club Sport Guayaquil, ADE, C.S Unión, C.S Sucre y C.S Libertad, se unieron Universitario, C.S Vicente Rocafuerte, Chile y el Santiago que se había fundado el 13 de agosto siendo también el mismo año donde el Club Sport Patria hace su debut. El 10 de octubre se jugó la final del torneo donde el Club Sport Guayaquil derrotó al C.S Unión por 2 a 0 conservando el cetro que había ganado el año anterior.

### Primeros encuentros Interprovinciales y fundación de la Liga Deportiva Guayaquil
El 6 de mayo de 1911 se fundó la Liga Deportiva Guayaquil, antecedente de la Federación Deportiva del Guayas y siendo esta la primera entidad multideportiva del Ecuador, obra del incesante Manuel Seminario. La Liga Deportiva Guayaquil para mayo de 1912 ya había organizado su primer torneo de Fútbol, Manuel Seminario tomó la iniciativa de realizar los primeros cotejos interprovinciales entre los clubes de Guayaquil y Quito. Seminario había nombrado a un representante para que hiciera contacto con el Club Sport Quito, el club deportivo más grande y el primero fundado en esa ciudad, para llevar a cabo los deseados choques interprovinciales. El diario La Prensa de Quito señaló que el 24 de mayo se daría el primer choque "regional", encuentro que tuvo que esperar hasta el 10 de agosto. Manuel Seminario aprovechando ese lapso de tiempo decidió realizar encuentros eliminatorios entre clubes guayaquileños. Finalmente el Club Sport Guayaquil sería el ganador de la eliminatoria para representar al futbol porteño. 
El 1 de agosto en la mañana a bordo del vapor "Balao" se dirigió la delegación del Club Sport Guayaquil a Duran para tomar el tren que lo llevaría a Quito. Entre los jugadores del representativo Guayaquileño se encontraba Manuel Seminario. El 10 de agosto en el Ejido el llamado Team Guayaquil vapuleó por 4 a 0 a su rival el Club Sport Quito.
Luego de la victoria del elenco Guayaquileño se pactó un nuevo encuentro que se desarrollaría en las fiestas octubrinas. La revancha iba a tener como escenario la cancha ubicada en el antiguo Hipódromo al sur de la ciudad. El 12 de octubre de 1912 a las 8 de la mañana comenzó el juego ante 6000 aficionados, Manuel Seminario integraba la plantilla del Club Sport Guayaquil, el encuentro fue muy reñido pero el marcador no se movió. Terminado el juego ambas delegaciones se dirigieron al Hotel Guayaquil donde después de brindarse una copa de champaña se sirvieron un suculento almuerzo criollo. Terminado el ágape Manuel Seminario entregó a Rafael de la Torre -Presidente del C.S Quito- una copa de plata que había sido donada por la Municipalidad de Guayaquil. Una invitación a la fábrica de cerveza de Eduardo Gallardo y un banquete en el Club de la Unión cerraron las celebraciones de los primeros encuentros de fútbol "inter city" como lo llamó un diario de la época.

### Fundación de la Asociación de Football
A fines de julio de 1915, ante la desaparición de la Liga Deportiva Guayaquil, Manuel Seminario propuso la fundación de la Asociación de Football, entidad que tenía como fin organizar los campeonatos de fútbol en la ciudad. A su fundación concurrieron varios clubes entre ellos el Club Nacional que se alzaría con el campeonato de ese año derrotando por 3 a 0 al C.S Unión. En 1916 el Club Nacional revalidó su título conseguido el año anterior derrotando al C.S Oriente. Desde 1918 a 1920 no se realizaron campeonatos debido a la desaparición de la Asociación. Dando paso a la creación de la Liga Ecuador entidad a la que se habían integrado varios clubes entre ellos el Club Sport Norte América. Los encuentros se los disputaba en canchas de tierra de la plaza La Concordia (Hoy Piscina Olímpica).

### Fundación de la Federación Deportiva del Guayas
En 1922 el deporte en Guayaquil había alcanzado un importante desarrollo pues se practicaban casi todos los deportes y existía al menos un centenar de clubes en las diversas ramas deportivas. Sin embargo la ausencia de entes del voluntariado deportivo se notó más cuando el 15 de junio de 1922 el El Telégrafo publicó una nota periodística en la que se señalaba que el profesor Franz Kopper, un alemán que trabajaba en Quito, estaba empeñado en que Ecuador concurra a los Juegos Olímpicos de Brasil que no era otra cosa que unos Juegos Internacionales Latinoamericanos por el centenario de independencia de ese país, que el Comité Olímpico Internacional había resuelto poner bajo su patrocinio. Ante esta situación, surgió la inquietud de formar en Guayaquil una Federación que agrupara a todos los deportes y pusiera en manos del voluntariado deportivo la dirección de esta actividad, como sucedía en todos los países del mundo. A la cabeza de este movimiento se encontraba Manuel Seminario Sáenz de Tejada, quien había iniciado contactos con dirigentes deportivos franceses para consultarlos sobre las formas mejores de organización deportiva. Dando origen a la Federación Deportiva Guayaquil siendo su fundación el 25 de julio de 1922 y en 1924 cambia de nombre a Federación Deportiva del Guayas ampliando su rango de acción con miras a la constitución de la F.D. Nacional del Ecuador (Fedenador).

### Inauguración del campo deportivo municipal
El 8 de octubre de 1923 se aprobó por parte del Concejo de Guayaquil la creación de la Junta Deportiva Municipal para cuyo efecto el Municipio destina cien mil metros cuadrados de terreno en la parte de la ciudad denominada Puerto Duarte sobre el lado oeste del estero del mismo nombre.
Los terrenos eran los mismos en que la Federación Deportiva Guayaquil había habilitado una cancha de tierra y levantado una rústica tribuna y donde se habían realizado los torneos de 1922 y 1923. La Federación estaba presidida por Manuel Seminario, quien encabezó una campaña por levantar un estadio alrededor de la cancha, obtuvo un préstamo del Banco Territorial (entidad Guayaquileña que desapareció en 2013) cuando era Gerente Julio Guzmán Aguirre. Se procedió a aplanar en mayo de 1924 la sarteneja dejada por el invierno y a edificar una tribuna de madera más amplia y consistente de la que ya existía.
El 8 de octubre de aquel año se inauguró el llamado campo deportivo municipal, el primero con pista de estadio que tenía Guayaquil, con un partido entre las selecciones de Guayaquil y Ambato que iban a participar en la segunda disputa del Escudo Cambrian que sería ganado por el elenco porteño al derrotar en la final al seleccionado quiteño por 1 a 0 .

### Afiliación a la FIFA
Es decisivo el papel que en el desarrollo de nuestro deporte y del fútbol tuvo Manuel Seminario Saenz de Tejada desde su llegada a Guayaquil en 1907. No solo fundó la Federación Deportiva Guayaquil que en 1924 pasó a llamarse Federación Deportiva del Guayas entidad que sobrevive hasta nuestros días, sino que a fines de 1923 decidió aprovechar sus contactos en Francia país donde había nacido y donde realizó buena pàrte de sus estudios. Su interlocutor epistolar fue Franz Reitchel, quien había sido su condiscípulo durante las secundaria en París y ejercía las funciones de secretario del Comité Olímpico Internacional y de la Federación Francesa de Deportes Atléticos. La Intención de Seminario al contactar a Reitchel tenía 3 objetivos: 
Lograr la autorización para que Ecuador concurra a los Juegos Olímpicos de París; buscar asesoría para fundar una Federación Deportiva Nacional y conseguir la afiliación de Ecuador a la FIFA.
Seminario logró la inscripción de tres atletas en los Juegos Olímpicos e inició las consultas para fundar la Federación Deportiva Nacional. Los atletas viajaron a París y participaron en los Juegos mientras Seminario impulsaba y asesoraba a los dirigentes quiteños y riobambeños para fundar las respectivas federaciones provinciales. Ante la FIFA Seminario continuó sus gestiones las que fructificaron pronto de acuerdo a lo que este contara en la carta que se publicó en el diario La Nación el 20 de septiembre de 1950.
En 1927 Seminario fue nombrado Consejero de la FIFA, según lo reportaron los diarios de la época, con lo que se convirtió en el primer ecuatoriano en ostentar un cargo en el deporte internacional

### La tecnificación de nuestro Fútbol
¿Cuándo empezó la real tecnificación de nuestro fútbol? En esto tuvo, como en todo lo que se relaciona al deporte guayaquileño y nacional un papel decisivo Don Manuel Seminario Sáenz de Tejada. En 1925 Seminario advirtió la necesidad de traer a Guayaquil un técnico de fútbol con prestigio que entregue a nuestros futbolistas ideas claras para su progreso. Expuso esta idea, a inicios de 1925, a otro personaje singular;  Mr John Urquhart, cónsul de Inglaterra en Guayaquil. El diplomático llegó a nuestro puerto en 1920, apenas arribado se vinculó al C.S Oriente. Era arquero del equipo Anglo Ashton que en 1925 llegó a la final del torneo de la Unión Deportiva Comercial contra el Emelec. En 1924 presidió el Comité Cambrian que organizaba la disputa del Escudo del mismo nombre. Conservó la presidencia hasta el final de la disputa del Escudo en 1931. El diplomático buscó en su tierra un profesional que estuviera dispuesto a permanecer unos meses en Guayaquil y no tardó en encontrarlo. El 5 de junio de 1925 llegó el primer entrenador extranjero Mr Herbert Daynti contratado por la Federación Deportiva del Guayas. Daynti había sido centro medio del equipo Dundee Football Club a su llegada fue conducido al campo deportivo municipal para que pueda presenciar las cualidades de quienes iban a ser sus dirigidos, regresando a su país en diciembre del mismo año.